# Habermannsburg

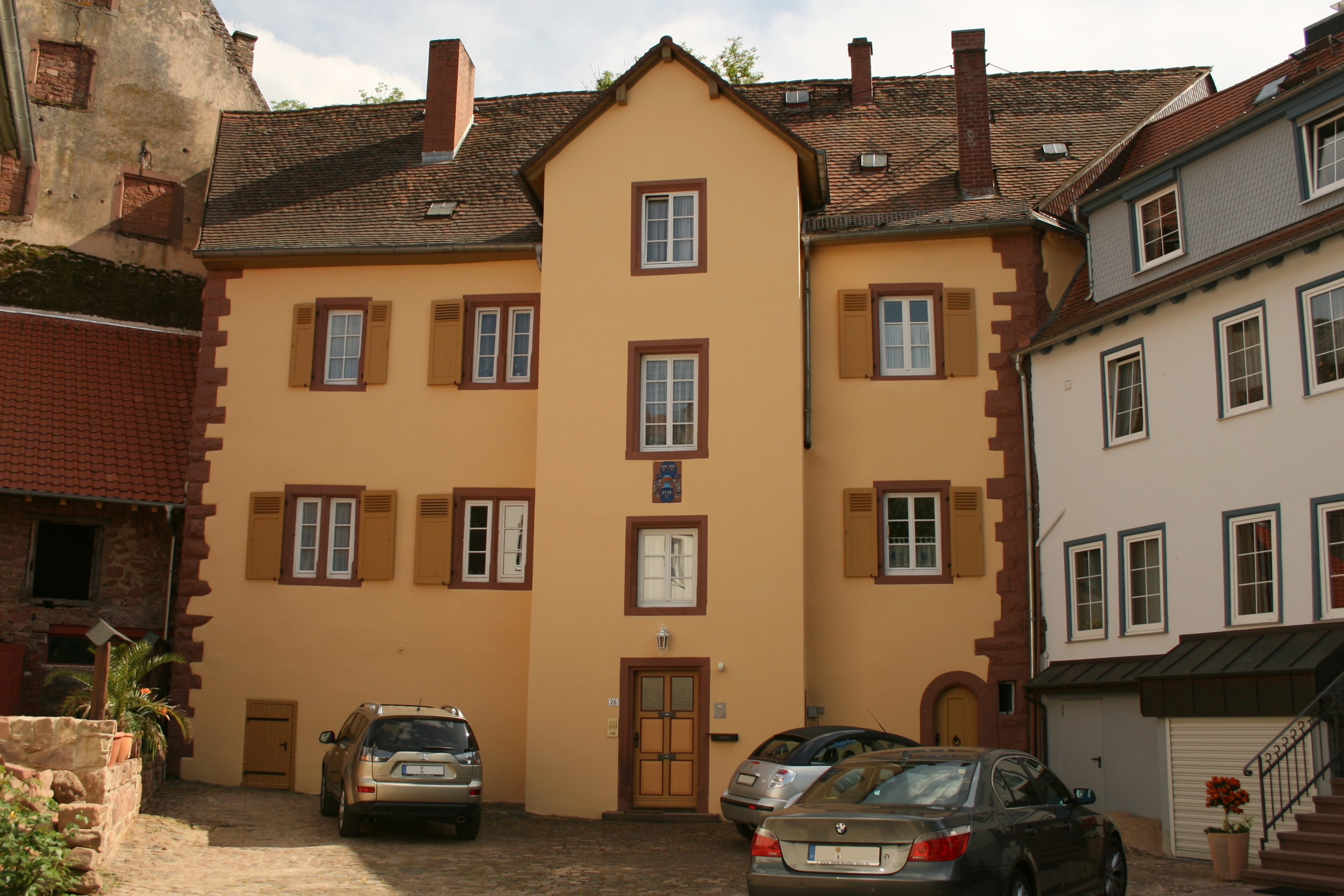
Die sogenannte „Habermannsburg“.

Die sogenannte Habermannsburg (auch: Burgmannenhaus der Familie von Habern, Städtel 26) in Erbach im Odenwald ist ein mittelalterliches Burgmannenhaus. Es entstand als Teil der Ansiedlungen von Burgmannen vor dem Erbacher Schloss als Kern der mittelalterlichen Stadt, umschlossen von Armen der Mümling im Bereich der heutigen Straße Im Städtel. Mit dem sogenannten Templerhaus und dem Burgmannenhaus Pavey befinden sich hier weitere Gebäude dieser Art.

## Geschichte
Das Gebäude wird erstmals urkundlich greifbar 1414. Hans von Habern erwirbt huß und hoffereyde in der Stat zu Erpach, das zuvor der kinderlos verstorbene Kuntz von Brensbach besessen hatte.

## Architektur
Bei der Habermannsburg handelt es sich um einen spätgotischen Bau auf trapezförmigem Grundriss mit Buckelquadern an den Ecken. Das Gebäude schließt an die Rückwand eines Nebengebäudes des Erbacher Schlosses an. Auf dem Mittelrisalit befindet sich das Wappen der Familie von Habern mit zwei Äxten und der Jahreszahl 1515. Der Risalit selbst war möglicherweise bis zu einem Umbau ursprünglich ein runder Treppenturm, jedoch kann nicht gesagt werden wann dieser stattfand, da über das Gebäude kaum Aufzeichnungen vor 1883 existieren. Zu dem Burgmannensitz dürften ferner auch noch Nebengebäude gehört haben, über die aber nichts bekannt ist.